# Бајонет Појнт (Флорида)
Бајонет Појнт (енгл. Bayonet Point) насељено је место без административног статуса у америчкој савезној држави Флорида.

## Демографија
По попису из 2010. године број становника је 23.467, што је 110 (-0,5%) становника мање него 2000. године.
| Група             | 2000.          | 2010.          |
| Белци             | 22.203 (94,2%) | 20.218 (86,2%) |
| Афроамериканци    | 159 (0,7%)     | 449 (1,9%)     |
| Азијати           | 141 (0,6%)     | 271 (1,2%)     |
| Хиспаноамериканци | 826 (3,5%)     | 2.107 (9,0%)   |
| Укупно            | 23.577         | 23.467         |